# 큐티 하니
《큐티 하니》(キューティーハニー, Cutie Honey 또는 Cutey Honey)는 나가이 고와 다이나믹 프로에 의해 기획된 일본의 미디어 믹스 작품이다.

## 만화
원작 만화는 주간 소년 챔피언에 1973년 10월 1일부터 1974년 4월 1일까지 연재되었으며 2권으로 완결되었다. 주간 소년 챔피언에 연재된 분량은 아키타 쇼텐에서 1974년에 통상판 2권으로 발행되었으며, 1985년에 B6판 1권으로 발행되었다. 1992년에는 주코론샤에서 A4판으로 1권이, 1995년 문고판으로 1권이, 2001년에 B6판으로 3권이 발매되었다.
큐티 하니는 작가 자신에게 리메이크되어 후소샤의 잡지 《주간 SPA!》 1992년 7월 8일호부터 1993년 4월 7일호까지 《Q-Tey 하니》로 연재되었다. 단행본은 《Cutie 하니》로 제목을 바꾸어 후소샤에서 1993년에 A5판으로 1권을, 1995년 문고판으로 2권을 발행하였다. 후소샤에서 발행한 단행본의 표지는 나가이 고가 아닌 소라야마 하지메가 그렸다.

## 애니메이션

### 개요
TV 시리즈 애니메이션은 도에이에서 제작하여 일본 교육 TV (TV 아사히의 전신)에 1973년 10월 13일부터 1974년 3월 30일까지 총25화로 방송되었다. 극중극인 《요술 천사 꽃분이》가 별도의 TV 시리즈 애니메이션으로 제작되었다.
TV 시리즈 애니메이션이 방송이 종료하고 20년 후인 1994년에 새로운 애니메이션인 《신 큐티 하니》가 OVA로 발매되었다. 처음에는 4화로 기획되었다가 의외의 인기로 12화로 연장되었으나 급격한 판매율 감소로 8화까지만 발매되었다.
소녀 취향으로 리메이크된 큐티 하니 Flash는 TV 아사히에서 1997년 2월 15일부터 1998년 1월 31일까지 총39화로 방송되었다. 큐티 하니 Flash는 나가이 고가 그린 만화를 바탕으로 하지 않고 이사카 유카코가 그린 만화를 원작으로 하고 있다.
한국어로 더빙된 유일한 《큐티 하니》시리즈로 《무지개요정 큐티 하니》란 제목으로 SBS에서 1998년 6월 22일부터 8월 25일까지 방영되었다.
안노 히데아키 (庵野秀明)감독이 실사 영화 큐티 하니를 제작하여 2004년 5월 29일에 공개하였고 애니메이션 《Re:큐티 하니》를 2004년 7월 25일에 OVA로 발표하였다. OVA는 3화로 완결되었다. 안노 히데아키 감독이 제작한 실사 영화와 애니메이션은 설정을 공유하고 있으며 실사 영화에는 애니메이션과 같은 오프닝이 사용되었다.
| 제목               | 원제                  | 구분      | 화수   | 제작사                | 제작 연도 |
| ------------------ | --------------------- | --------- | ------ | --------------------- | --------- |
| 큐티 하니          | キューティーハニー    | TV 시리즈 | 총25화 | 도에이                | 1973년    |
| 신 큐티 하니       | 新キューティーハニー  | OVA       | 총8화  | 도에이                | 1994년    |
| 큐티 하니 Flash    | キューティーハニーF   | TV 시리즈 | 총39화 | 도에이                | 1997년    |
| Re:큐티 하니       | Re:キューティーハニー | OVA       | 총3화  | 도에이, 가이낙스      | 2004년    |
| 큐티 하니 유니버스 | Cutie Honey Universe  | TV 시리즈 | 총12화 | 도에이, 프로덕션 리드 | 2018년    |

### 큐티 하니

#### 출연 성우
- 마스야마 에이코 - 키사라기 하니 / 큐티 하니 역
- 야나미 조지 - 키사라기 박사 역
- 모리 가츠지 - 하야미 세이지 역
- 사와다 가즈코 - 하야미 준페이 역
- 도미타 고세이 - 하야미 단베이 역
- 츠다 노부요 - 팬더 조라, 츠네니 미하루 역
- 와타나베 노리코 - 시스터 질 역
- 오오모토 마키코 - 아키 나츠코 역
- 마츠오카 히로시 - 하야미 나오지로 역
- 츠카세 노리코

#### 스태프
- 감독 : 가츠마타 도모하루, 모리시타 고조, 가사이 오사무, 시타라 히토시, 오누키 노부오
- 각본 : 츠지 마사키, 다카쿠 스스무, 후지카와 게이스케
- 캐릭터 디자인 : 아리키 신고
- 작화 감독 : 아리키 신고, 오치아이 마사무네, 기쿠치 조지, 우에무라 겐조, 고이즈미 겐조, 우다가와 카즈히코, 시라도 다케시, 진구 사도시, 고마츠바라 가즈오, 다카하시 신야
- 음악 : 와타나베 다케오

### 신 큐티 하니

#### 출연 성우
- 네야 미치코 - 키사라기 하니 / 큐티 하니 역
- 도미타 고세이 - 단베이 역
- 후카미 리카 - 하야미 다이코 역
- 마츠모토 리카 - 하야미 촛케이 역
- 이와오 준코 - 아키 나츠코 역
- 다키자와 구미코 - 팬더 조라 역
- 야라 유사쿠

#### 스태프
- 감독 : 나가오카 야스치카
- 각본 : 시즈야 이사오
- 캐릭터 디자인 : 가사이 오사무
- 기획 : 호이데 마사오, 다카하시 나오코, 나가이 다카히시
- 프로듀서 : 사카모토 마사노리, 구리야먀 도미로
- 음악 : 도야마 가즈히코

### 큐티 하니 F

#### 출연 성우
- 나가노 아이 - 키사라기 하니 / 큐티 하니 역
- 히라마츠 아키코 - 하즈키 세이라 / 미스티 하니 역
- 카미야 아키라 - 키사라기 타케시 박사 역
- 치바 스스무 - 하야미 세이지 역
- 마츠오 긴조 - 하야미 단베이 역
- 오오모토 마키코 - 아키 나츠코 역
- 와타나베 루미 - 팬더 조라 역

#### 스태프
- 감독 : 사사키 노리요
- 각본 : 야마우치 료타
- 캐릭터 디자인 : 시마가와 미호
- 작화 감독 : 다메가이 가츠미, 우에노 겐, 호소야마 마사키, 스다 마사미, 스기모토 미치아키, 시마가와 미호, 이토 미나코, 기요야마 시게타카, 가가미 다카히로, 코야마 도모히로, 기타노 요시히로
- 음악 : 사하시 도시히코
- 협력 제작 : 앨리어스 웨이브프론트, 어도비, 아비드 테크놀로지
- 소프트웨어 제작 : 앨리어스 웨이브프론트 파워애니메이터, 어도비 포토샵, 어도비 애프터 이펙트, 어도비 프리미어, 아비드 미디어 컴포저

### Re: 큐티 하니

#### 출연 성우
- 호리에 유이 - 키사라기 하니 / 큐티 하니 역
- 이시카와 히데오 - 하야미 세이지 역
- 노다 준코 - 나츠코 아키 역
- 이쿠라 카즈에 - 시스터 질 역

#### 스태프
- 총감독 : 안노 히데아키
- 감독 : 히라마츠 다다시
- 각본 : 나카지마 가즈미, 다키 고이치, 가사이 다게오
- 음악 : 우에다 스스무

### 큐티 하니 유니버스

#### 출연 성우
- 사카모토 마아야 - 키사라기 하니 / 큐티 하니 역
- 타무라 유카리 - 하즈키 세이라 / 미스티 하니 역
- 아사누마 신타로 - 하야미 세이지 역
- 호리에 유이 - 나츠코 아키 역
- 타나카 아츠코 - 시스터 질 역

#### 스태프
- 감독 : 요코야마 아키토시
- 부감독 : 와카바야시 아츠시
- 캐릭터 디자인 : 이세키 슈이치
- 작화 감독 : 나카노 토오루
- 음악 : 나카야마 마사토
- 협력 제작 : 오토데스크, 어도비, 아비드 테크놀로지, 넥스트 리미트 테크놀로지, Liquid Dream Solutions
- 소프트웨어 제작 : 오토데스크 마야, 어도비 포토샵, 어도비 애프터 이펙트, 어도비 프리미어 프로, RealFlow, 아비드 미디어 컴포저, Butterfly Net Render

### 주제가

#### 오프닝
큐티 하니
- 제목 : 큐티 하니 (キューティーハニー)
  - 작곡 : 와타나베 다케오 (渡辺岳夫)
  - 작사 : 구로도 Q (クロード・Q)
  - 편곡 : 고타니 미츠루 (小谷充)
  - 노래 : 마에카와 요코 (前川陽子)

신 큐티 하니
- 제목 : 큐티 하니 (1 ~ 4화)
  - 작곡 : 와타나베 다케오
  - 작사 : 구로도 Q
  - 편곡 : les 5-4-3-2-1
  - 노래 : les 5-4-3-2-1

- 제목 : 큐티 하니 영어 버전 (5 ~ 8화)
  - 작곡 : 와타나베 다케오
  - 작사 : 구로도 Q
  - 가사 번역 : 다나카 나오키
  - 편곡 : 고니시 다카오 (小西貴雄)
  - 노래 : 히라마츠 마유키 (平松まゆき)

큐티 하니 F
- 제목 : 큐티 하니
  - 작곡 : 와타나베 다케오
  - 작사 : 구로도 Q
  - 편곡 : 가메야마 고이치로 (亀山耕一郎)
  - 노래 : SALIA

Re 큐티 하니
- 제목 : 큐티 하니
  - 작곡 : 와타나베 다케오
  - 작사 : 구로도 Q
  - 편곡 : H-Wonder
  - 노래 : 코다 쿠미(倖田來未)

#### 엔딩
큐티 하니
- 제목 : 밤 안개의 하니 (일본어: 夜霧のハニー 요기리노 하니[*])
  - 작곡 : 와타나베 다케오
  - 작사 : 이토 아키라 (伊藤アキラ)
  - 편곡 : 고타니 미츠루 (小谷充)
  - 노래 : 마에카와 요코 (前川陽子)

신 큐티 하니
- 제목 : Circle Game (1 ~ 2화)
  - 작곡 : サリー久保田
  - 작사 : 井出千昌
  - 편곡 : les 5-4-3-2-1
  - 노래 : les 5-4-3-2-1

- 제목 : 宇宙でランデヴー (3화)
  - 작곡 : サリー久 保田
  - 작사 : 사에키 겐조 (サエキけんぞう)
  - 편곡 : 호소미 사카나 (細海魚)
  - 노래 : les 5-4-3-2-1

- 제목 : さよならの伝説 (제5화 ~ 제8화)
  - 작곡 : 나카무루 마사토 (中村雅人)
  - 작사 : 다다노 나츠미 (只野菜摘)
  - 편곡 : 고니시타 가오 (小西貴雄)
  - 노래 : 히라마츠 마유키

큐티 하니 F
- 제목 : 泣けちゃうほどせつないけど
  - 작곡 : 오카모토 마요 (岡本真夜)
  - 작사 : 오카모토 마요
  - 편곡 : 소가와 도모지 (十川知司)
  - 노래 : 오카모토 마요

Re 큐티 하니
- 제목 : Into Your Heart
  - 작곡 : 와타나베 미키 (渡辺未来)
  - 작사 : 와타나베 미키
  - 편곡 : H-Wonder
  - 노래 : 코다 쿠미

## 참고 문헌
- 베스트아니메 애니메이션 상세정보 큐티 하니 (1973년)[깨진 링크]
- 베스트아니메 애니메이션 상세정보 신 큐티 하니 (1994년)[깨진 링크]
- 베스트아니메 애니메이션 상세정보 큐티 하니 플래시 (1997년)[깨진 링크]
- 베스트아니메 애니메이션 상세정보 Re:큐티 하니 (2004년)[깨진 링크]
- 일본 영화읽기 큐티 하니(キュ-ティ- ハニ-, 2004)